# Tweede Kamerverkiezingen 1977/Kandidatenlijst/CPN
Dit is de kandidatenlijst voor de Tweede Kamerverkiezingen 1977 van de Communistische Partij van Nederland (CPN).
In het grootste deel van Nederland was Marcus Bakker lijsttrekker van de partij. In de gemeente Amsterdam (kieskring IX) was dit Henk Hoekstra en in de provincies Friesland, Groningen en Drenthe (kieskringen XIV, XVI en XVII) was dit Fré Meis.

## De lijst
- vet: verkozen
- schuin: voorkeurdrempel overschreden

1. Marcus Bakker (nr. 2 in kieskring XIV, XVI en XVII, nr. 3 in kieskring IX) - 79.379 stemmen
2. Henk Hoekstra (lijsttrekker in kieskring IX, nr. 3 in kieskring XIV, XVI en XVII) - 34.925
3. Joop Wolff[1] (nr. 2 in kieskring IX, nr. 4 in kieskring XIV, XVI en XVII) - 1.396
4. Fré Meis (lijsttrekker in kieskring XIV, XVI en XVII) - 20.998
5. André de Leeuw - 304
6. Frits Dragstra - 1.988
7. S.J. van der Helm - 234
8. Rinze Visser - 187
9. R.J. Walraven - 164
10. Tineke van den Klinkenberg - 1.287
11. T. Wits - 131
12. Rudi van der Velde - 179
13. Arie van Kooten - 96
14. J. Muskee - 81
15. Aiko Platje - 135
16. C.A. van der Zanden - 302
17. A.A. Luppens - 54
18. Joop Stout - 48
19. Frans Aarts - 67
20. S. Korper - 26
21. B.E. Collé - 110
22. J. Jongeneel-Ketzer - 181
23. Trijnie Ahlers-Luppens - 77
24. W. Kastelijn - 105
25. H. Leeman - 70
26. B.J. Schreuders - 201
27. Onno Bosma - 35
28. A. Hendriks - 61
29. T. Stuivenberg - 297
30. P.J. Izeboud - 363

CDA · PvdA · VVD · PPR · CPN · D'66 · DS'70 · SGP · Boerenpartij · GPV · PSP · RKPN · DAC · Federatie Bejaardenpartijen Nederland · Partij van de Belastingbetalers · SP · NVU · Verbond tegen Ambtelijke Willekeur · Europese Conservatieve Unie · Lijst 18 (kieskring IX) · KENml · RPF · NMP · Lijst 22
1918 · 1922 · 1925 · 1929 · 1933 · 1937 · 1946 · 1948 · 1952 · 1956 · 1959 · 1963 · 1967 · 1971 · 1972 · 1977 · 1981 · 1982 · 1986 · 1989